# بورنه سولینووو
بورنه سولینووو (به لاتین: Borne Sulinowo) یک شهر در لهستان است که در گمینا بورنه سولینووو واقع شده‌است. بورنه سولینووو ۱۸٫۱۵ کیلومتر مربع مساحت و ۴٬۲۲۴ نفر جمعیت دارد.